# Cyphostemma dembianense
Cyphostemma dembianense là một loài thực vật hai lá mầm trong họ Nho. Loài này được (Chiov.) Vollesen miêu tả khoa học đầu tiên năm 1984.